# Fromage de jument
Le fromage de jument peut être réalisé à partir de lait de jument, et d'un ou plusieurs autres laits.

## Historique
Il est impossible de créer du fromage avec du lait de jument ou d’ânesse seul, puisque ces laits ne caillent pas.
Aristote signale qu'en Phrygie, il était d'usage de créer du fromage en mélangeant les laits de brebis, de vache, d'ânesse et de jument. L’Encyclopédie méthodique précise que les Scythes donnaient le nom de « fromage de cheval » à un produit récupéré en séparant le beurre des éléments non-gras du lait de jument.
Le lait de jument fermenté est consommé depuis des siècles dans les plaines de Mongolie. Il ne s'agit cependant pas de fromage.
En France, des entrepreneurs normands commercialisent, depuis 2015, un « fromage de jument », créé en mélangeant du lait de brebis,,.